# Département Capital (San Juan)
Pour les articles homonymes, voir Département Capital.
Le département Capital est une des 19 subdivisions de la province de San Juan, en Argentine. Son chef-lieu est la ville de San Juan, qui est également la capitale de la province et l'unique localité du département.
Le département a une superficie de 30 km2. Sa population s'élevait à 112 778 habitants au recensement de 2001.

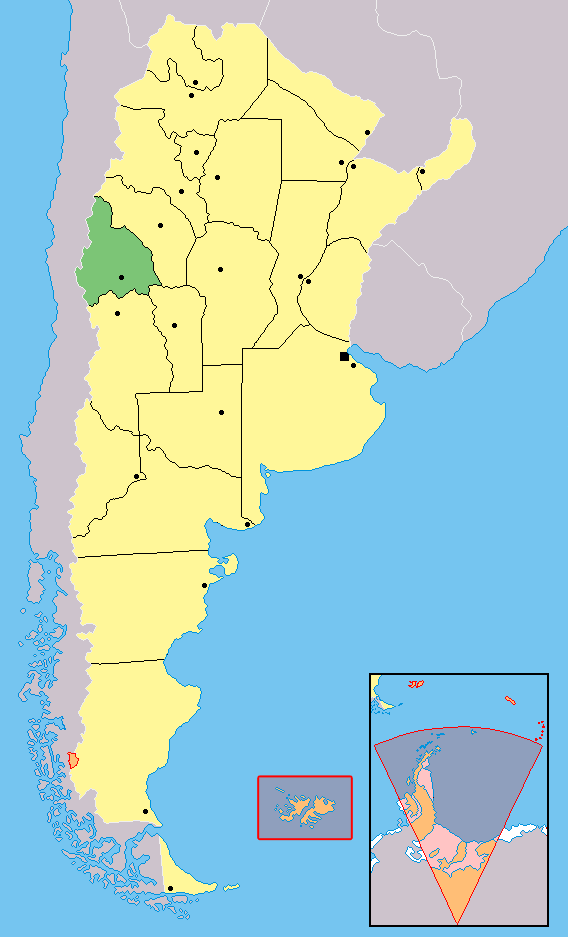
Localisation de la province de San Juan en Argentine